# 米利涅
49°47′54″N 25°28′37″E / 49.79833°N 25.47694°E
米利涅（烏克蘭語：Мильне），是烏克蘭的村落，位於該國西部捷爾諾波爾州，由捷尔诺波尔区負責管轄，始建於1717年，面積2.79平方公里，2001年人口898，人口密度每平方公里321.5人。